# Dondi (fumetto)
Dondi è una striscia a fumetti incentrata su un orfano di guerra creata Gus Edson e Irwin Hasen; venne pubblicata su più di cento testate per oltre trent'anni, dal 25 settembre 1955 all'8 giugno 1986. Hasen venne premiato dalla National Cartoonists Society con il premio per la categoria Story Comic Strip nel 1961 e nel 1962 per il suo lavoro nella serie. Ne venne tratto anche un lungometraggio omonimo nel 1961 che fu un enorme successo di pubblico ma non di critica.

## Trasposizioni in altri media
Cinema
- Dondi (1961), scritto da Edson[5] e prodotto e diretto da Albert Zugsmith.[4] Il film venne inserito nel 1978 nella classifica dei peggiori film di sempre.